# Eupithecia contexta
Eupithecia contexta es una especie de polilla de la familia Geometridae. La especie fue descrita por primera vez por William Schaus habiendo sido descrita en 1913, con distribución en Costa Rica. El sintipo de la especie fue descrita en los alrededores del Cantón de Poás.

## Descripción
Es una polilla con un cuerpo color gris oscuro moteado de gris claro. Las alas anteriores son de color marrón fusco atravesadas por líneas de color gris blanquecino, curvadas hacia afuera y sinuosas. La línea subbasal, la fascia antemedial y medial son anchas, divididas por una línea oscura. El espacio siguiente se ve atravesado por una línea blanca y limitado por el espacio postmedial blanco que también está dividido por una línea oscura. A nivel del borde alar cuenta con una línea blanca dentada subterminal lunular con cilios de color gris blanquecino y manchas oscuras. La vena subcostal corre hasta un poco pasados del marrón claro de la línea posmedial. El final de la línea mediana y las venas 3 y 4 son parcialmente de color marrón claro.: Notas 1  La vena 6 es marrón claro entre la línea posmedial y la subterminal. Cuenta con una línea oscura a nivel del punto discocelular. Algunos ejemplares son grises y el tono antemedial siguiente es negro aterciopelado. 
Las alas traseras son de color gris pardusco oscuro con rastros de dos líneas autemedial y medial. La línea mediana, la vena 2 y el margen interno se ven irritados con salpicado marrón, mientras que el margen interno también corre con líneas blancas.: Notas 1  Por debajo de las alas son de color gris pardusco. Esta especie tiene una característica distintiva que es la también subcostal de color marrón claro y un tono similar en la vena 6. La única especie que se le acerca es E. viperea.